# Piotr Lapin
Piotr Iwanowicz Lapin (ros. Пётр Иванович Ляпин, ur. 13 czerwca?/25 czerwca 1894 we wsi Romodanowo, zm. 12 stycznia 1954 w Rostowie nad Donem) – radziecki dowódca wojskowy, generał porucznik.

## Życiorys
W 1916 został powołany do rosyjskiej armii, brał udział w I wojnie światowej jako dowódca plutonu i starszy podoficer na Froncie Południowo-Zachodnim.
W 1918 wstąpił do Armii Czerwonej i RKP(b). Walczył w wojnie domowej na Froncie Zachodnim jako dowódca kompanii, komisarz pułku, zastępca komisarza wojskowego, komisarz wojskowy i dowódca batalionu, od listopada 1920 do kwietnia 1921 dowodził batalionem służby wewnętrznej, a od kwietnia 1921 do maja 1922 był zastępcą dowódcy pułku. Od maja 1922 do lutego 1923 dowodził 1 batalionem 84 pułku piechoty, od lutego do czerwca 1923 był p.o. dowódcy tego pułku, a w czerwcu-lipcu 1923 cz.p.o. komendanta szkoły dywizyjnej, następnie dowódcą 3 batalionu 84 pułku piechoty 28 Dywizji Piechoty. W 1924 ukończył kursy "Wystrieł", od lutego 1925 do listopada 1926 był zastępcą dowódcy 27 pułku piechoty, następnie zastępcą dowódcy 25 pułku piechoty 9 Dywizji Piechoty, a 1927-1928 zastępcą szefa Wydziału 4 Sztabu Północnokaukaskiego Okręgu Wojskowego. W 1931 ukończył Akademię Wojskową im. Frunzego i został szefem sztabu 45 Dywizji Piechoty, w kwietniu 1934 starszym wykładowcą katedry mechanizacji i motoryzacji Akademii Wojskowej im. Frunzego, w maju 1934 szefem sztabu 15 Korpusu Piechoty, a w kwietniu 1938 starszym wykładowcą katedry taktyki ogólnej Akademii Wojskowej im. Frunzego. 
W latach 1937–1938 brał udział w wojnie domowej w Hiszpanii. W 1938 został aresztowany, 1939 zwolniony, od października 1939 do lipca 1940 był szefem sztabu Odeskiego Okręgu Wojskowego, 4 czerwca 1940 otrzymał stopień generała majora. Od lipca 1940 do lipca 1941 był szefem sztabu 10 Armii Zachodniego Specjalnego Okręgu Wojskowego, w lipcu-sierpniu 1941 szefem sztabu Frontu Rezerwowego, od sierpnia do października 1941 szefem sztabu 52 Armii, następnie szefem sztabu 4 Armii, uczestniczył w operacji tichwińskiej. Od grudnia 1941 do stycznia 1942 był zastępcą dowódcy Frontu Wołchowskiego, w styczniu-lutym 1942 zastępcą dowódcy 59 Armii, od lutego do czerwca 1942 dowódcą 4 Armii, a od sierpnia do grudnia 1942 dowódcą 7 Korpusu Powietrznodesantowego. Od grudnia 1942 do marca 1943 dowodził 2 Dywizją Powietrznodesantową, od września 1943 do lutego 1944 był szefem sztabu 63 Armii, a od lutego 1944 do marca 1945 szefem sztabu 70 Armii, 2 listopada 1944 otrzymał stopień generała porucznika. Od marca do lipca 1945 został szefem sztabu 19 Armii, brał udział w operacji wschodniopomorskiej.
Od lipca 1945 do czerwca 1946 był szefem sztabu Kazańskiego Okręgu Wojskowego, od czerwca 1946 do października 1949 szefem sztabu Nadwołżańskiego Okręgu Wojskowego, a od grudnia 1949 do sierpnia 1952 zastępcą dowódcy wojsk Dońskiego Okręgu Wojskowego.
W 1952 zakończył służbę wojskową.

## Odznaczenia
- Order Lenina (dwukrotnie - 4 marca 1938 i 1947)
- Order Czerwonego Sztandaru (czterokrotnie - 28 października 1937, 3 listopada 1944, 29 maja 1945 i 1952)
- Order Kutuzowa I klasy (10 kwietnia 1945)
- Order Kutuzowa II klasy (3 czerwca 1944)
- Order Suworowa II klasy (23 sierpnia 1944)
- Medal jubileuszowy „XX lat Robotniczo-Chłopskiej Armii Czerwonej” (1938)
- Medal „Za obronę Leningradu” (22 grudnia 1942)
- Medal „Za obronę Moskwy” (1 maja 1944)
- Medal „Za zwycięstwo nad Niemcami w Wielkiej Wojnie Ojczyźnianej 1941–1945” (9 maja 1945)
- Medal jubileuszowy „30 lat Armii Radzieckiej i Floty” (1948)
- Order Krzyża Grunwaldu II klasy (Polska)
- Medal Za waszą wolność i naszą (Polska)
- Medal za Odrę, Nysę, Bałtyk